# Долгорукова, Евгения Сергеевна
Княгиня Евгения Сергеевна Долгорукая, урожд. Смирнова (24 декабря 1770 (4 января 1771) — 12 (24) мая 1804, Владимир) — жена поэта князя Ивана Михайловича Долгорукова, воспетая им во многих стихотворениях.

## Биография
Отец Смирновой, капитан Сергей Максимович Смирнов, был убит Пугачёвым в 1774 году, и маленькая девочка осталась на руках матери, имевшей помимо неё 4 сыновей и ещё одну дочь Надежду, и всего лишь 17 душ крестьян при д. Подзолово, Тверской губернии. Её мать, Авдотья Сергеевна (ум.1798):
… Была бедна, без воспитания, но одарена природным хорошим смыслом и добрыми качествами сердца.
 Она хотела дать детям образование. Помог случай. Во время Путешествия Екатерины II по России при посредстве графини Е.М.Румянцевой мать её успела пристроить своих детей в учебные заведения, причём Евгения была взята на воспитание невесткой императрицы великой княгиней Натальей Алексеевной. К моменту, когда Евгения, выйдя замуж, навестила мать, старший брат Евгении стал морским капитаном, второй учился в Кадетском Морском корпусе, самый младший был уже записан в Измайловский полк «ундерофицером».
После смерти великой княгини девочку определили в Смольный институт, где и окончила курс в 1785 г., получив за успехи шифр. Практически не знала своей семьи, так как её мать приезжала из своего Подзолова очень редко, а свидания в присутствии воспитательницы были короткими. После окончания стала пользоваться покровительством следующей невестки императрицы — великой княгини Марии Фёдоровны. Участвовала в театральных представлениях во дворце и в великосветских любительских спектаклях, где познакомилась с князем Иваном Михайловичем Долгоруким, с которым и обвенчалась 31 января 1787 г., причём свадьба её была отпразднована во дворце Павла Петровича.

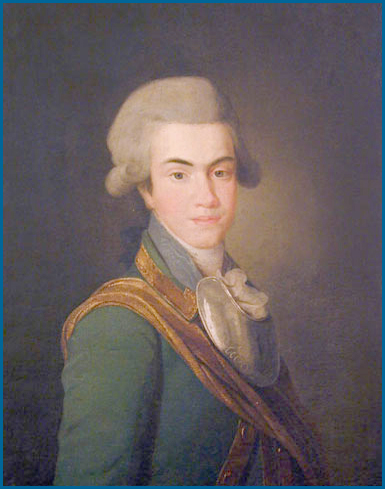
Иван Михайлович Долгоруков

«Брак был весьма счастливый: княгиня была кроткое, любящее существо, умирявшее непостоянный, подчас слишком пылкий характер мужа, который, в свою очередь, боготворил жену и воспевал её в своих стихотворениях».

Иван Михайлович описывает в своих воспоминаниях, как молодожёны поехали навестить мать невесты: «Довольно было бы для всех нас и одного етаго семейного соединения, чтоб дни в два соскучать взаимно, обрадоваться разлуке, и найти в ней облегчение, но тёще хотелось ещё и похвастаться перед соседями тем, что дочь её по милости Царской в бриллиантах и жена князя Долгорукова и что она уже не такая то сиротка в околодке своём. Для етова она рассудила дать в деревне обед и созвать кучу гостей. Боже мой! — Кого тут не было? Наехали уездные судьи, заседатели, стряпчие и всякой зброд. Дрожжи так сказать сословия благородного… Я ещё не мог тогда ценить их характеров по званиям каждого, и бросалось мне в глаза преимущественно их обращение с самой смешной своей стороне. День пиршества назначен. Стали съезжаться со всех перекрёстков гости, и в телегах, и в линеечках, ив старинных колымагах. Что за супруги! Что за сожительницы! (…) Благопристойность, однако, требовала, чтоб мы делили с тёщей труды угощения. С утра начали есть, называя стол со всякой всячиной закуской; пришёл обед, опять все сели кушать. Днём французская водка не сходила со стола, и самовар кипел беспрестанно. Иных надо было ещё оставить и на ночь, потому что ни ноги, ни руки не действовали; наповал по всем комнатам ложились гости спать, и целые сутки торжественная пируха продолжалась. Не станем говорить ни о столе, ни о услуге, ещё менее о беседе гостей и обращении их. Увы! — всё соответствовало предыдущему. Нам казалось, что мы перенесены в отдалённейшее столетие нашего мира».
Без затей, в простом обряде,

  Дома с Ниной жить мне — рай;

  С нею в поле иль во граде

  Мне любезен всякий край.

  С ней убожества не знаю;

  Всё по мне и всё на нрав.

  Нина тут — я не скучаю;

  Нины нет — и нет забав!

  Мы участье принимаем

  С нею равное во всём;

  В чёрный день не унываем,

  В красный пляшем и поём.

  Чужой доле не ревнуем,

  И, природы чтя предел,

  На богов не негодуем,

  Что не знатен наш удел. (...)
После 15 лет брака у княгини Долгорукой появились признаки чахотки, которая свела её в могилу. Она умерла во Владимире, 12 мая 1804 г., и погребена в Москве, в Донском монастыре, рядом с мужем, который в 1808 г. посвятил её памяти сборник своих стихотворений «Сумерки моей жизни».Их могила с оградой сохранились, но на новодельном надгробии середины XX века обозначено только имя её мужа.
В обществе княгиня Долгорукая была известна под именем «Нины», полученным ею после того, как она с большим успехом исполнила на любительской сцене главную роль в пьесе «Nina ou la folle par amour». (В этой роли она была изображена на одном портрете, небольшого размера, во весь рост; портрет этот впоследствии принадлежал её второму сыну Александру). Другой портрет, кисти Вуаля, находится в ГМИИ.

## Дети
В браке имела детей:
- Павел Иванович (21.11.1787—8.02.1845), действительный статский советник (1842); служил в военном министерстве, затем в министерстве финансов. Женат на княжне Елизавете Петровне Голицыной (1800—1863), дочь кн. Петра Васильевича Голицына (1763-?) и Екатерины Петровны Карамышевой.
- Мария Ивановна (19.02.1789—20.11.1808), умерла от чахотки.
- Михаил Иванович (7.07.1791—15.08.1791)
- Александр Иванович (07.06.1793—07.12.1868), литератор, окончив Геттингенский университет, служил сначала в военной, а затем на гражданской службе. Участник Отечественной войны 1812 г. Выйдя в отставку, он, живя в основном в Москве, снискал к себе всеобщее уважение за просвещённость, доброту и ласковость. Оказывал помощь нуждающимся, в том числе и крестьянам. Ж. 1) Елена Ивановна Колошина 2) (с 1837) бар. Анна Львовна Боде (1815—1897), дочь бар. Льва Карловича Боде (1787—1859) и Натальи Фёдоровны Колычёвой.
- Варвара-Антонина Ивановна (11.08.1794—22.12.1877), с 1820 года замужем за тайным советником П. А. Новиковым (1797—1868).
- Пётр Иванович (10.02.1796—13.03.1796)
- Дмитрий Иванович (10.08.1797—19.10.1867), с 1845 и 1854 года был полномочным министром при персидском дворе, потом сенатором. Во время начала Крымской кампании он добился нейтралитета Персии. Считался знатоком искусств, и в особенности живописи. Единственный из сыновей, оставивший потомство — княжны Евгения и Наталья Дмитриевны Долгорукие.
- Рафаил Иванович (10.08.1797—21.12.1798), близнец.
- Наталья-Евгения Ивановна (18.06.1800—16.11.1819), умерла от чахотки.
- Михаил-Рафаил Иванович (19.05.1802—24.08.1826), умер во Флоренции, где находился на дипломатической службе, был старшим секретарём русской миссии.